# Magyarországi evangélikus oktatási intézmények listája
Evangélikus felsőoktatási intézmények, kántorképző intézetek, középiskolák, kollégiumok, általános iskolák és óvodák Magyarországon. Fenntartójuk a Magyarországi Evangélikus Egyház vagy valamelyik gyülekezete.

## Felsőoktatási intézmény
- Evangélikus Hittudományi Egyetem, Budapest

## Felsőoktatási kollégiumok
- Evangélikus Hittudományi Egyetem Teológus Otthona, Budapest
- Luther Márton Szakkollégium, Budapest

## Kántorképző Intézet
- Evangélikus Kántorképző Intézet, Fót

## Népfőiskola
- Tessedikkel a XXI. századba – Második Esély Népfőiskola[halott link], Szarvas

## Középiskolák és középiskolai kollégiumok
- Aszód, Aszódi Evangélikus Petőfi Gimnázium és Kollégium
- Békéscsaba, Szeberényi Gusztáv Adolf Evangélikus Gimnázium, Művészeti Szakközépiskola, Általános Iskola, Óvoda, Alapfokú Művészeti Iskola és Kollégium
- Bonyhád, Bonyhádi Petőfi Sándor Evangélikus Gimnázium és Kollégium
- Budapest, Deák Téri Evangélikus Gimnázium
- Budapest, Budapest-Fasori Evangélikus Gimnázium
- Budapest, Evangélikus Középiskolai Kollégium,
- Budapest-Pestszentlőrinc, Sztehlo Gábor Evangélikus Óvoda, Általános Iskola és Gimnázium
- Győr, Péterfy Sándor Evangélikus Gimnázium, Általános Iskola és Óvoda
- Kiskőrös, Kiskőrösi Petőfi Sándor Evangélikus Óvoda, Általános Iskola, Gimnázium és Kertészeti Szakközépiskola
- Kőszeg, Evangélikus Mezőgazdasági, Kereskedelmi, Informatikai Szakképző Iskola és Kollégium
- Mezőberény, Mezőberényi Petőfi Sándor Evangélikus Gimnázium és Kollégium
- Miskolc, Kossuth Lajos Evangélikus Általános Iskola, Gimnázium és Pedagógiai Szakközépiskola
- Nyíregyháza, Nyíregyházi Evangélikus Kossuth Lajos Gimnázium
- Nyíregyháza, Luther Márton Kollégium
- Orosháza, Székács József Evangélikus Óvoda, Általános Iskola és Gimnázium
- Sopron, Berzsenyi Dániel Evangélikus (Líceum) Gimnázium, Szakközépiskola és Kollégium
- Sopron, Eötvös József Evangélikus Gimnázium és Egészségügyi Szakközépiskola
- Szarvas, Vajda Péter Evangélikus Gimnázium

## Általános iskolák
- Albertirsa, Roszík Mihály Evangélikus Általános Iskola
- Benka Gyula Evangélikus Általános Iskola és Óvoda, Szarvas
- Dél-Balatoni Gárdonyi Géza Evangélikus Általános Iskola, Szőlősgyörök
- Evangélikus Kossuth Lajos Általános Iskola, Gimnázium és Pedagógiai Szakközépiskola Archiválva 2011. október 18-i dátummal a Wayback Machine-ben, Miskolc
- Gyurátz Ferenc Evangélikus Általános Iskola, Pápa
- Kiskőrösi Evangélikus Középiskola Petőfi Sándor Általános Iskolája, Kiskőrös
- Hunyadi János Evangélikus Óvoda és Általános Iskola, Sopron
- Kmety György Evangélikus Általános Iskola és Óvoda, Marcaltő
- Péterfy Sándor Evangélikus Oktatási Központ, Győr
- Reményik Sándor Evangélikus Általános Iskola, Szombathely
- Székács József Evangélikus Óvoda, Általános Iskola és Gimnázium, Orosháza
- Sztehlo Gábor Evangélikus Óvoda, Általános Iskola és Gimnázium, Budapest
- Túróczy Zoltán Evangélikus Angol Két Tanítási Nyelvű Általános Iskola és Óvoda, Nyíregyháza

## Óvodák
- Alberti Evangélikus Egyházközség Óvodája, Albertirsa
- Benka Gyula Evangélikus Általános Iskola és Óvoda, Szarvas
- „Égbőlpottyant” Evangélikus Óvoda, Hódmezővásárhely
- Evangélikus Egyházi Óvoda[halott link], Tótkomlós
- Evangélikus Keresztyén Óvoda, Várpalota
- Evangélikus Óvoda, Bakonycsernye
- Evangélikus Óvoda, Soltvadkert
- Hajnalcsillag Evangélikus Óvoda, Celldömölk
- Kiskőrösi Evangélikus Középiskola Harangvirág Evangélikus Óvodája[halott link], Kiskőrös
- Hunyadi János Evangélikus Óvoda és Általános Iskola, Sopron
- Irsai Evangélikus Egyházközség Mustármag Óvodája, Albertirsa
- Katicabogár Evangélikus Német Nemzetiségi Óvoda, Mezőberény
- Kisdeák Evangélikus Óvoda, Budapest
- Kmety György Evangélikus Általános Iskola és Óvoda, Marcaltő
- Napfény Evangélikus Kézműves Óvoda, Szarvas
- Örömhír Evangélikus Keresztyén Óvoda[halott link], Veszprém
- Péterfy Sándor Evangélikus Oktatási Központ, Győr
- Székács József Evangélikus Óvoda, Általános Iskola és Gimnázium, Orosháza
- Szentendrei Evangélikus Zenei Óvoda, Szentendre
- Szivárvány Evangélikus Keresztyén Óvoda, Nagytarcsa
- Sztehlo Gábor Evangélikus Óvoda, Általános Iskola és Gimnázium, Budapest
- Túróczy Zoltán Evangélikus Angol Két Tanítási Nyelvű Általános Iskola és Óvoda, Nyíregyháza
- Váci Evangélikus Óvoda, Vác

## Külső hivatkozások
- Evangélikus oktatási intézmények térképen – evangelikus.hu
- Evangélikus oktatási intézmények felsorolása az egyház Nevelési és Oktatási Osztályának honlapján